# Emil Voigt (atleta)
Emil Robert Voigt (Manchester, 31 de gener de 1883 – Auckland, Nova Zelanda, 16 d'octubre de 1973) va ser un atleta anglès que va competir a primers del segle xx.
Fill d'una família d'origen alemany, Voigt guanyà el campionat de l'AAA de 1908 de les 4 milles. Això el convertí en un dels principals favorits en la victòria de la cursa de les cinc milles dels Jocs Olímpics de Londres de 1908. Voigt, guanyà fàcilment la cursa, i es va convertir en el segon i darrer vencedor d'aquesta cursa, ja que als Jocs de 1912 la prova fou substituïda pels 5000 i 10000 metres.
Després de guanyar tres títols més de l'AAA, el 1909 i 1910, així com nombroses curses al Regne Unit i Europa, el 1911 emigrà a Austràlia. Allà continuà guanyant curses durant els tres anys en què encara va córrer abans no decidís retirar-se de l'atletisme el 1914 per culpa de l'esclat de la Primera Guerra Mundial.
El 1936 tornà a Anglaterra, però finalment es retirà a Auckland, Nova Zelanda, el 1948, on va morir als 90 anys.